# Runa Olofsson
Runa Maria Olofsson, född 17 oktober 1937 i Härnösand, död 12 januari 2001 i Resele, var en svensk författare. Hon debuterade med ungdomsboken Jag heter Gojko 1972 och har förutom ungdomsböcker även skrivit en vuxenroman, lyrik, dramatik och läromedel.
Efter att ha tagit realexamen arbetade Olofsson bland annat som kontorist och sjukvårdsbiträde innan hon 1962 avlade lärarexamen i Härnösand. Därefter arbetade hon som mellanstadielärare i flera år i bl.a. Offerdal, Vilhelmina och Resele, dit hon kom 1967 och bodde fram till sin död 2001.
Runa Olofsson mottog flera priser för sitt författarskap, bl.a. Rörlingstipendiet 1975 och Ångermannalagets kulturpris 1981. Från och med 1986 fick hon så kallad garanterad författarpenning. Utöver författarskapet reste Runa Olofsson runt och berättade och läste på skolor och bibliotek. Då hon mötte barn i skolan brukade hon avsluta samtalet med orden "Fortsätt ljuga! Jag är så rädd att vi tappar fantasin".

## Priser och utmärkelser
- 1975 – Rörlingstipendiet
- 1981 - Ångermannalagets kulturpris